# Philippikos
Philippikos (Grieks:'Φιλιππικός / Philippikos; Latijn: Philippicus) was een Oost-Romeinse (Byzantijns) keizer van 711 tot 713.
Philippikos, oorspronkelijk Bardanes (Βαρδάνης / Bardánēs) genaamd, was een zoon van Nikephoros, een welgestelde patriciër die van Armeense afkomst was.
Vertrouwend op de steun van de Monotheletistische partij, maakte hij enige aanspraak op de troon tijdens het uitbreken van de eerste grote rebellie tegen Justinianus II. Om die reden werd hij eerst weggepromoveerd naar Cephalonia door Tiberios II en vervolgens op last van Justinianus verbannen naar Chersonesos. Hier nam Bardanes de naam van Philippikos aan, en wist met de hulp van de Chazaren de lokale bewoners tot revolutie aan te zetten. De rebellen veroverden Constantinopel en Justinianus II vluchtte (om korte tijd later te worden vermoord, niet in staat om voldoende steun te vinden in de provincies). Daarop kon Philippikos de troon bestijgen.
Een van zijn eerste acties was de afzetting van patriarch Cyrus van Constantinopel, ten voordele van Johannes VI, net als Philippikos een monotheletist, en het bijeenroepen van een conciliabulum, 'klein concilie' van de oosterse bisschoppen, dat leidde tot intrekking van de besluiten van het Derde Concilie van Constantinopel (ook bekend als het Zesde Oecumenische Concilie, 680), waarin de monotheletistische leer als ketterij werd veroordeeld. Philippikos liet in het keizerlijk paleis de afbeeldingen van dit concilie verwijderen. 
Daarna weigerde de Rooms-Katholieke Kerk de nieuwe keizer en zijn patriarch te erkennen. De naam van de 'ketterse' keizer werd daar weer uit de kerkgebeden geweerd. Ondertussen trok de Bulgaarse keizer Tervel al plunderend op tot aan de muren van Constantinopel in 712. Toen Philippikos een deel van zijn leger verplaatste van de provincie Opsikion naar de Balkan, trokken de Omajjaden onder Al-Walid I het rijk binnen in het oosten, voorbij de verzwakte verdediging van Klein-Azië.
Eind mei 713 kwamen de Opsikiaanse troepen in Thracië in opstand. Enkele van hun officieren drongen op 3 juni 713 door tot in de stad, waar ze Philippikos vonden in een publiek badhuis en hem blind maakten. Hij werd voor korte tijd opgevolgd door zijn hoofdsecretaris, Artemius, die keizer werd onder de naam Anastasios II.

## Referentie
- N. Bronwen, art. Philippicus Bardanes (or Vardanes) (A.D.711-713), in DIR (2000).
- P. Hollingsworth - A. Cutler, art. Philippikos, emperor, in Oxford Dictionary of Byzantium 3 (1991), p. 1654.
- F. Thiess, Die griechischen Kaiser – Die Geburt Europas, Wenen, 1992.